# 鄭以金
鄭以金，清朝武官，臺灣新竹人，棟軍棟字隘勇正營，官階為把總，乙未戰爭抗日人物。先祖為淡水廳聞人「開臺進士」鄭用錫。
棟軍出身，行事勇敢負責，甚受新楚軍總兵李惟義和林朝棟器重，委以棟軍棟字隘勇正營。1895年4月，清廷因甲午戰爭戰敗而簽訂馬關條約，割讓福建臺灣省予日本。消息傳至臺灣後，本島人成立臺灣民主國，各地皆起兵響應抗日，鄭以金召集鄉勇籌備守衛鄉里。5月29日，日軍近衛師團登陸澳底，乙未戰爭遂起。6月中旬，臺北城失陷。6月15日（陰曆五月二十三日），吳湯興領軍北上支援時，鄭以金亦率眾與日軍激戰。
1895年7月11日，姜紹祖被俘，吞食鴉片自殺。鄭以金仍努力奮戰，在新楚軍於頭份尖筆山擋住日軍之際，於7月23日退入老家苗栗後龍進行補給，之後邀集道卡斯族各社南下大甲，協助吳彭年逆襲追擊的日軍，並率領新竹子弟兵參加八卦山之役。